# Bedford (automóvel)
Bedford Vehicles, também conhecido apenas por Bedford, foi uma subsidiária da Vauxhall.
Foi estabelecida em abril de 1931 e era lider internacional de construtores de camiões, com exportações de camiões pequenos, médios e grandes por todo mundo.

## Modelos Bedford
- Bedford Rascal
- Bedford HA (baseado no Vauxhall Viva)
- Bedford Beagle (versão carrinha do HA; ver Vauxhall Viva, em cima)
- Bedford Chevanne (baseado no Vauxhall Chevette)
- Bedford Astra (baseado no Vauxhall Astra Mk 1 e depois Mk2 estate)
- Bedford AstraMax/Astra Van (versão high-cube e van do Vauxhall Astra Mk2)
- Bedford Midi
- Bedford Brava
- Bedford CA
- Bedford CF
  - Bedford CF 4x4
  - Bedford Blitz
  - Bedford Dormobile
- Bedford MW
- Bedford W series
- Bedford K series
- Bedford M series
- Bedford O series
- Bedford A series
- Bedford D series
- Bedford S series
- Bedford ML (bus)
- Bedford OB (bus)
- Bedford JJL (bus)
- Bedford SB (bus)
- Bedford VAS (bus)
- Bedford RL
- Bedford TK
- Bedford TJ
- Bedford TL
- Bedford MK
- Bedford MJ
- Bedford KM
- Bedford VAL (bus)
- Bedford VAM (bus)
- Bedford Y series (buses)(vertical mid-engine)
  - Eight metres
    - YMP/S

  - Ten metres
    - YRQ
    - YLQ
    - YMQ
    - YMP

  - Eleven metres
    - YRT
    - YMT
    - YNT

  - Twelve metres
    - YNV Venturer
- Bedford TM
  - Bedford TM 4x4

## Galeria

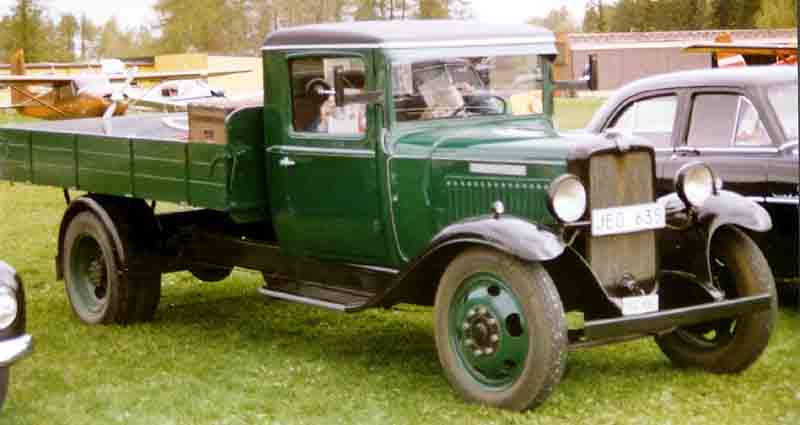
Bedford Six WLG 2,5-ton caminhão 1932
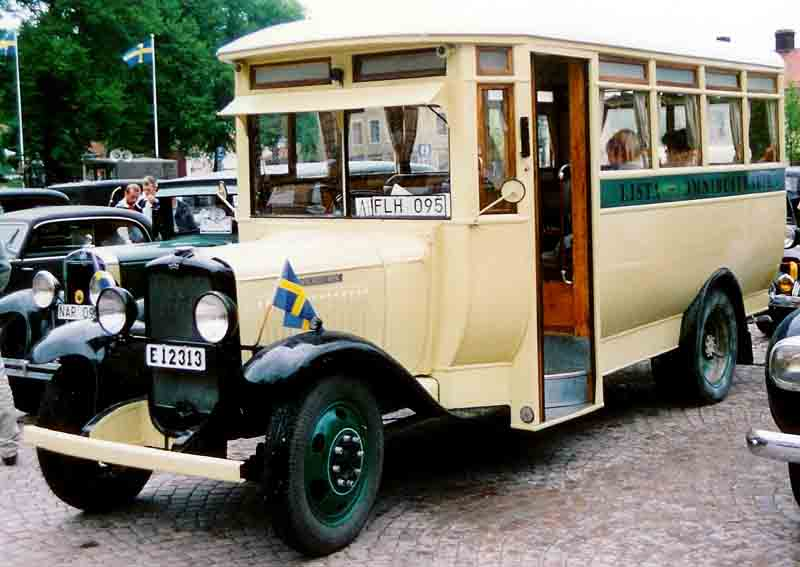
Bedford WLB ônibus 1932
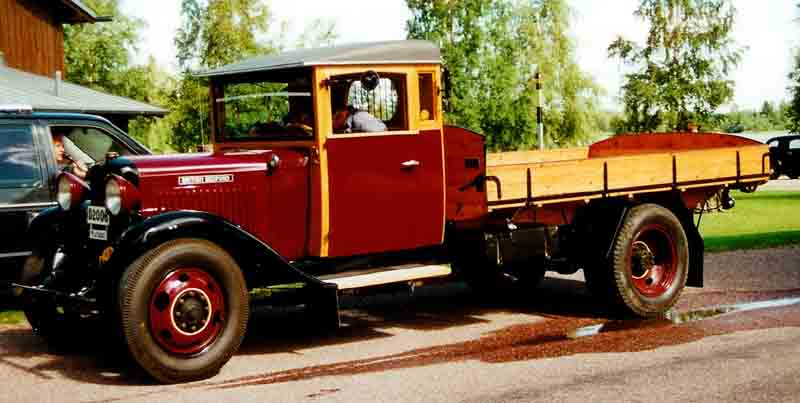
Bedford WLG 1933
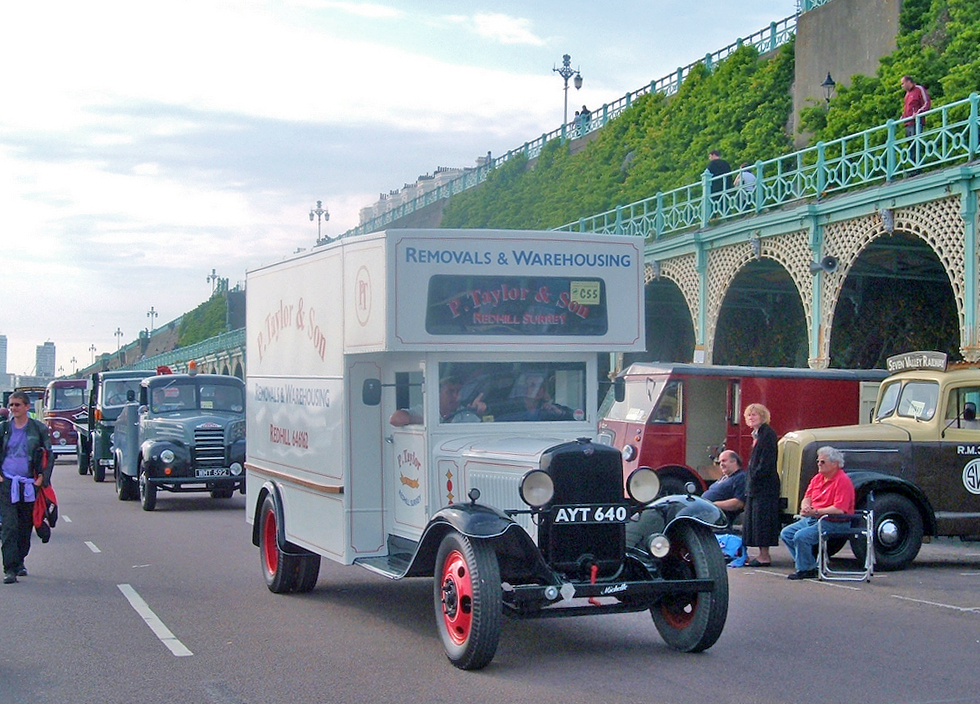
Bedford two-ton van 1933
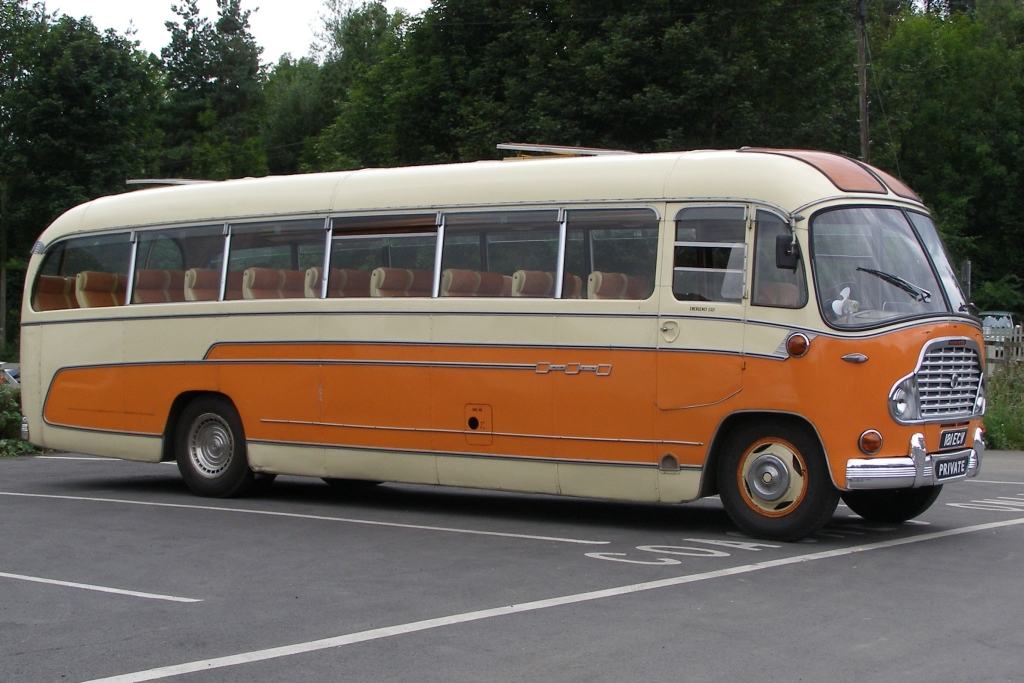
Bedford SB com carroceria da empresa Duple Coachbuilders, 1959
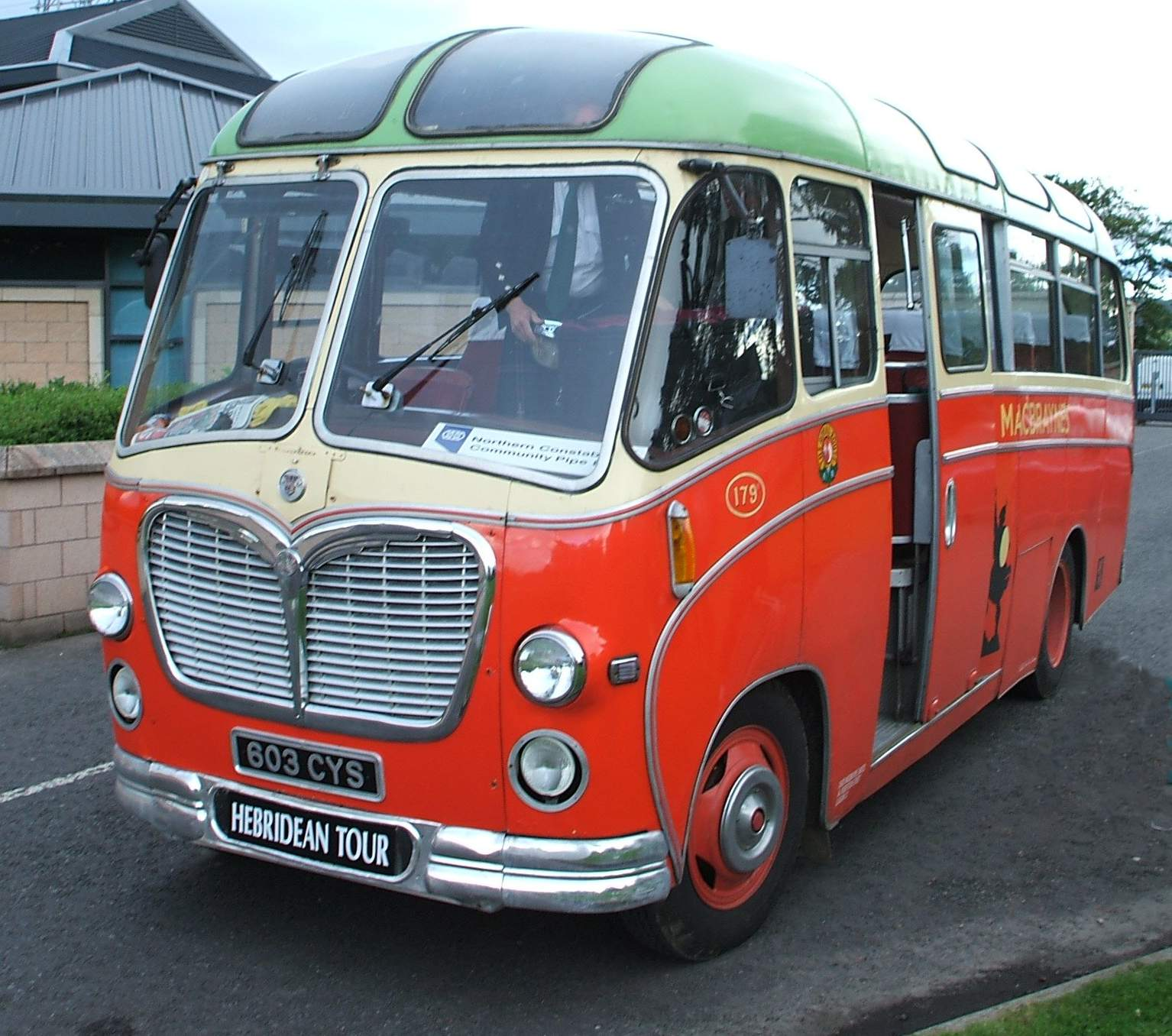
Bedford C com carroceria Duple, 1961
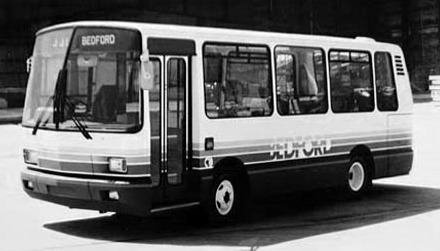
Bedford JJL um dos primeiros midbus 1978
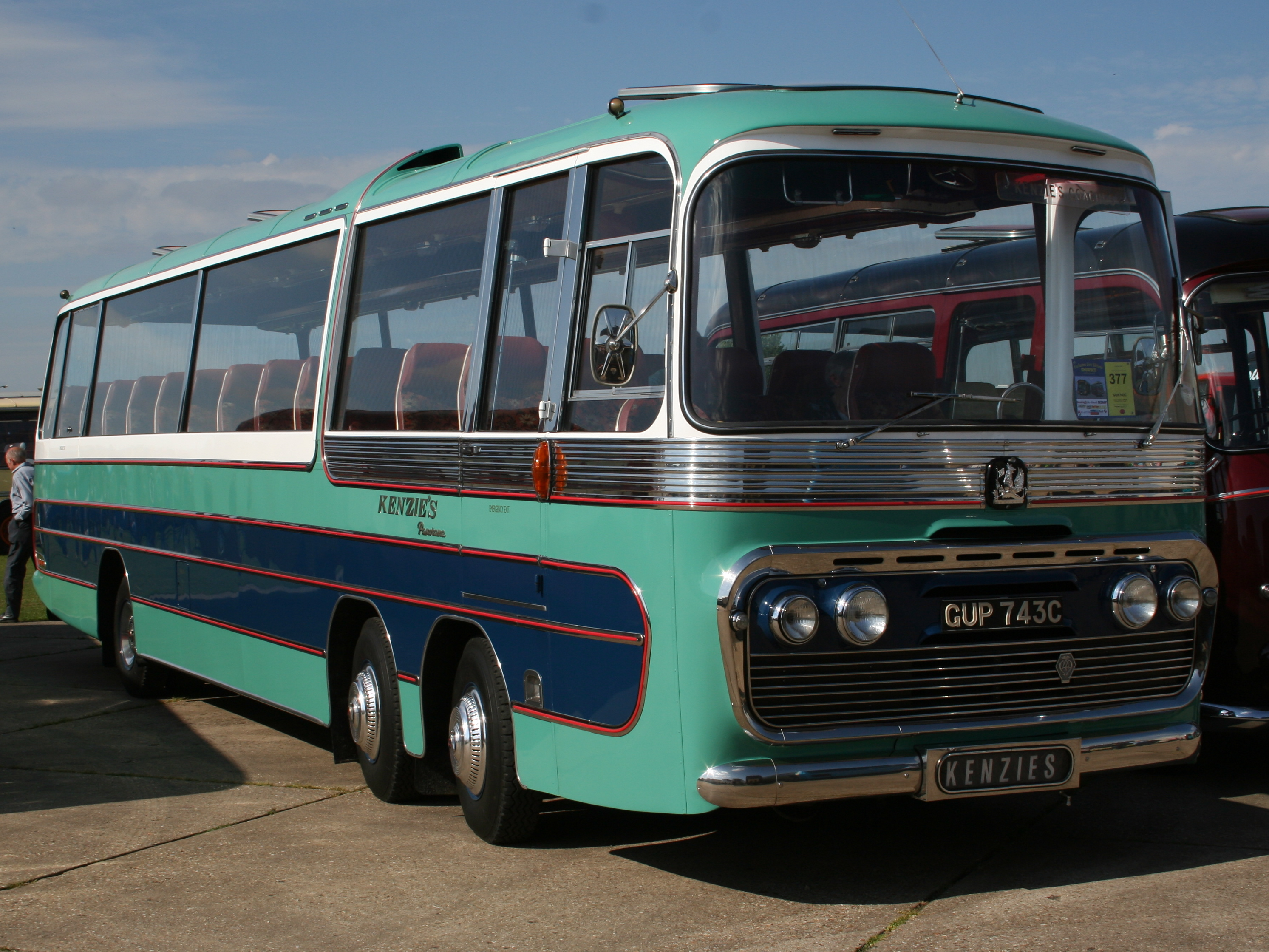
Bedford VAL com eixo de direção duplo 1963
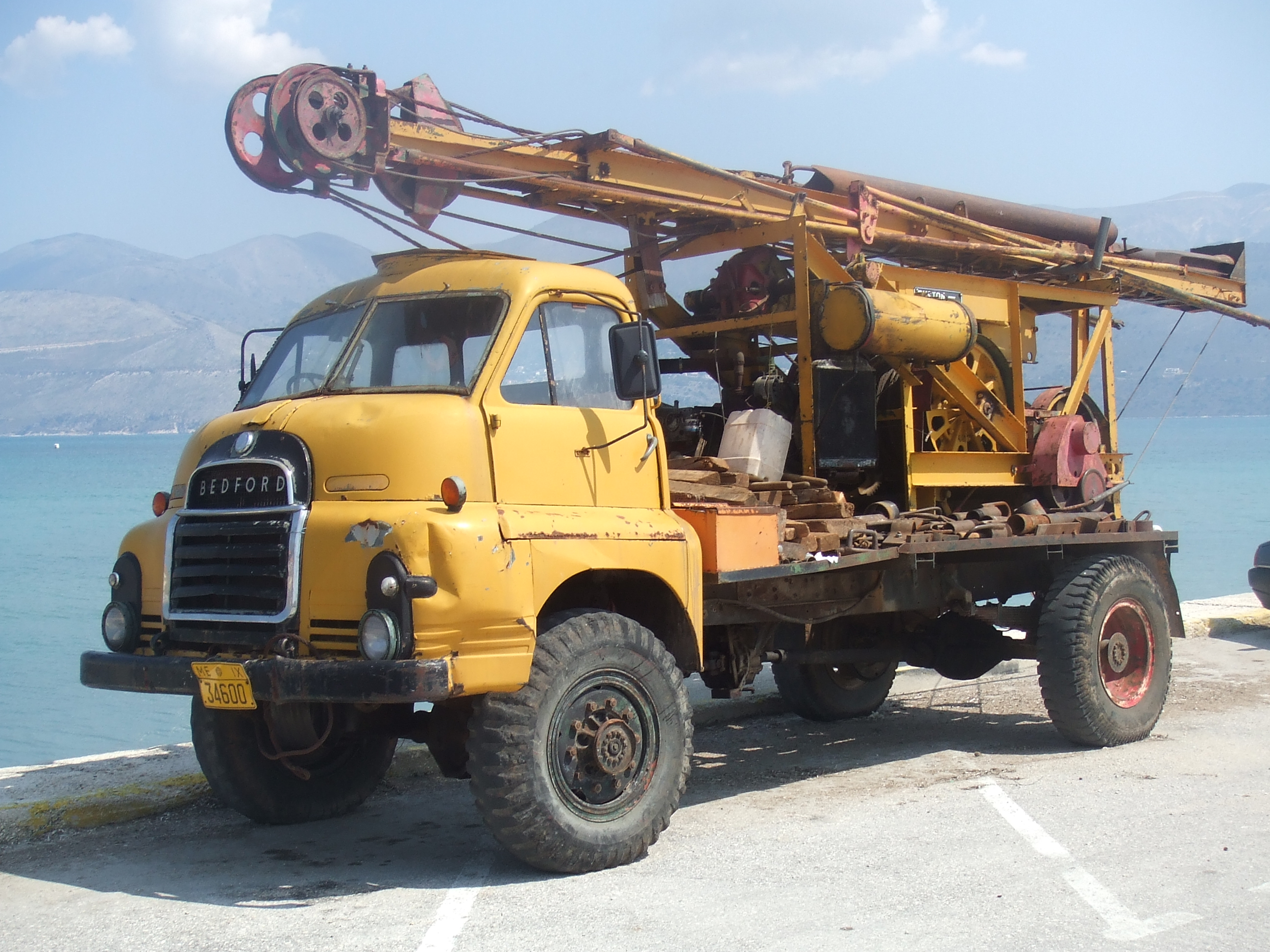
Chassi Bedford 4WD (Bedford RL) 1963
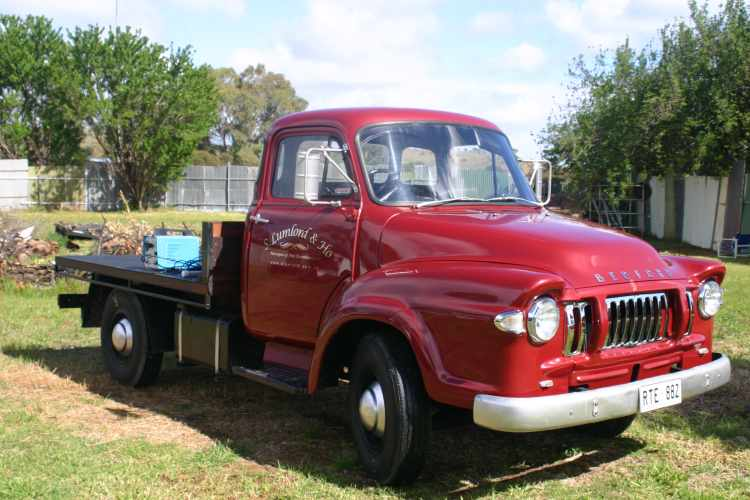
Bedford TJ J1 1967
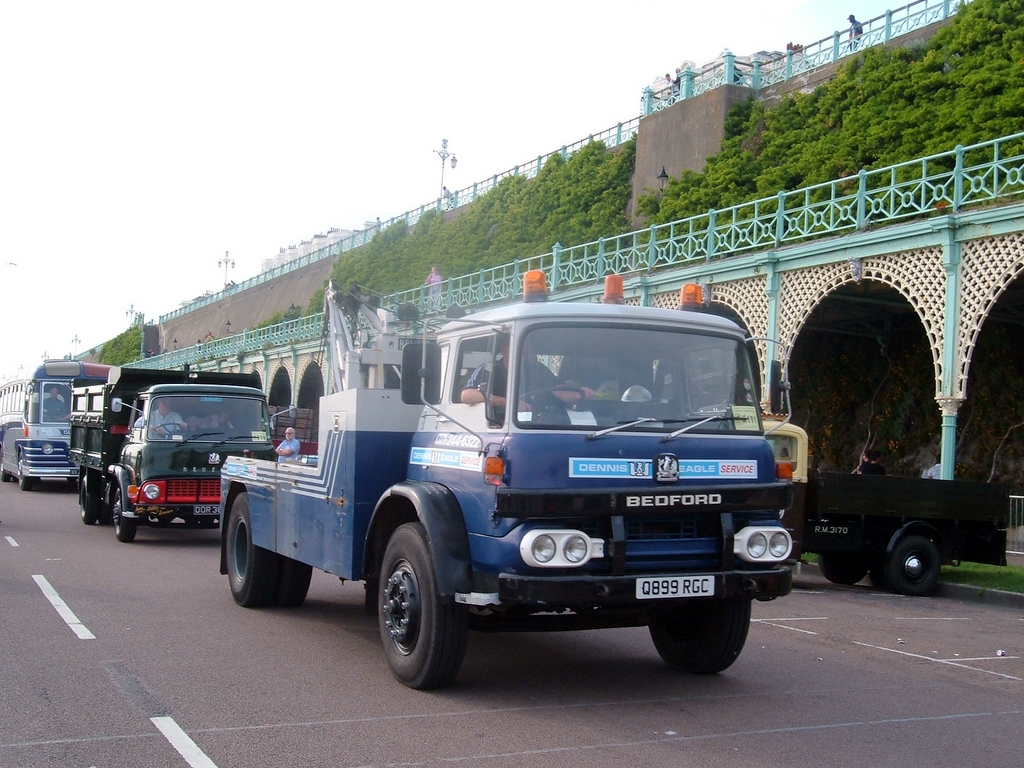
Bedford KM 1974
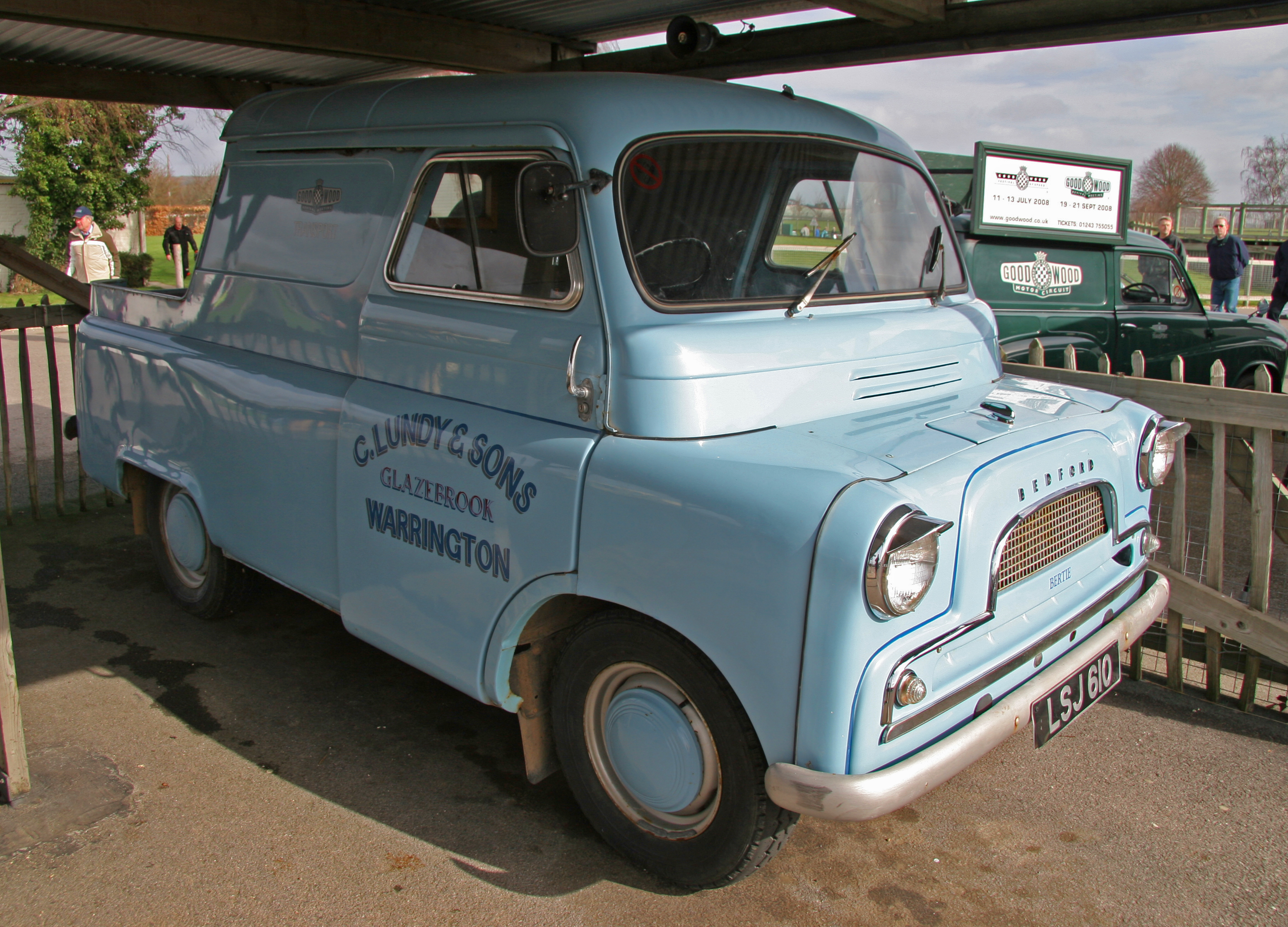
Bedford CA
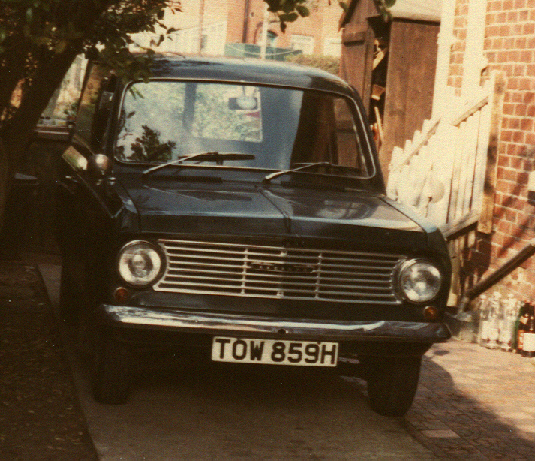
Bedford HA van 1970
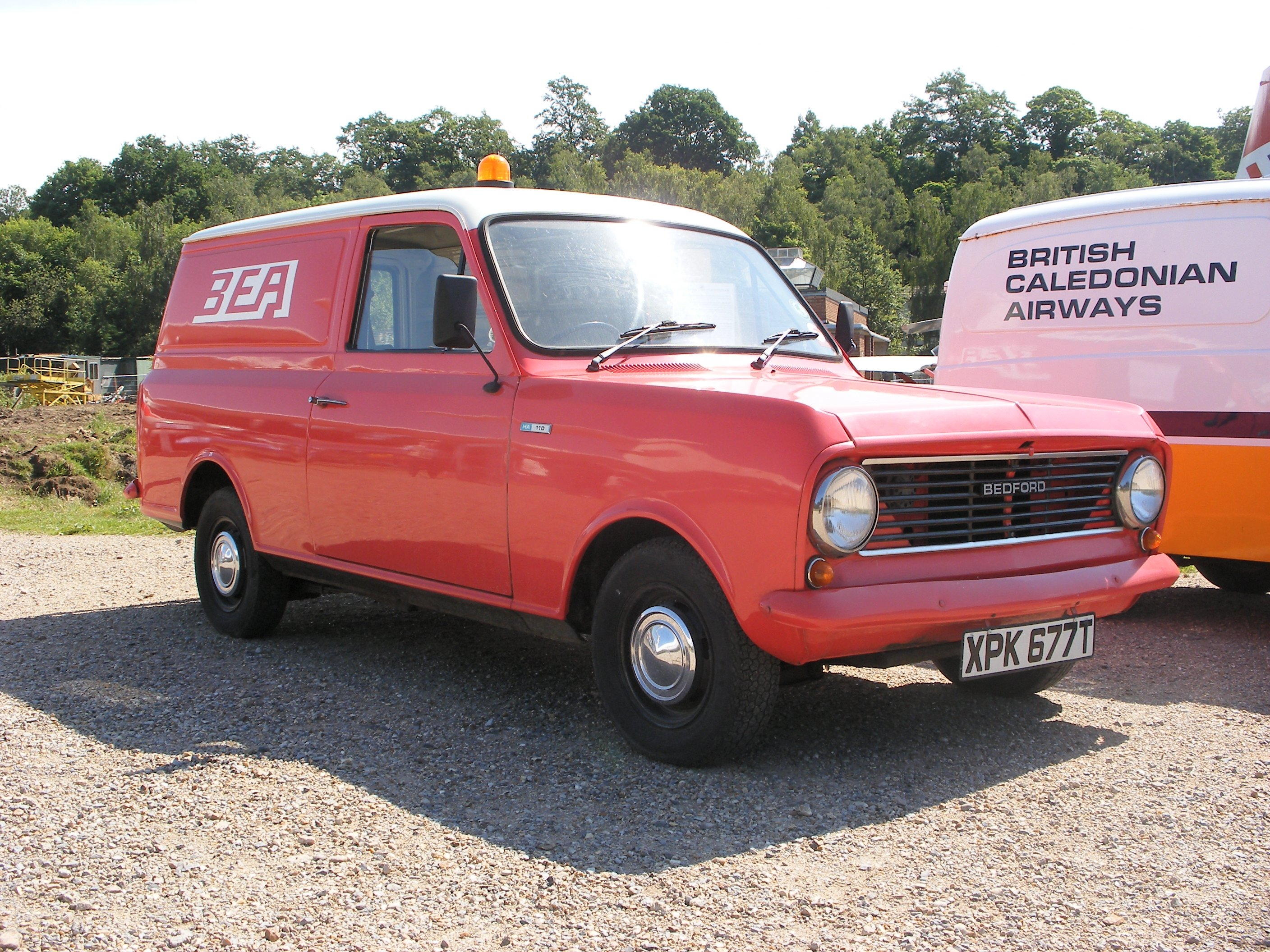
Bedford HA de 1978
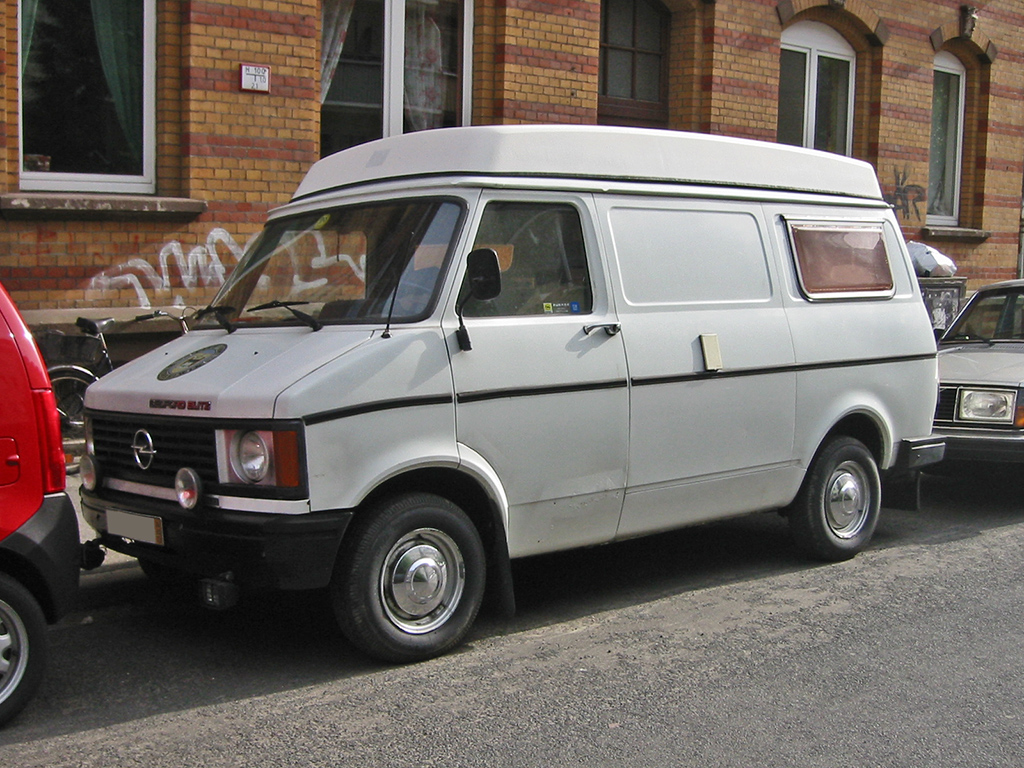
Bedford Blitz ou Bedford CF 1980
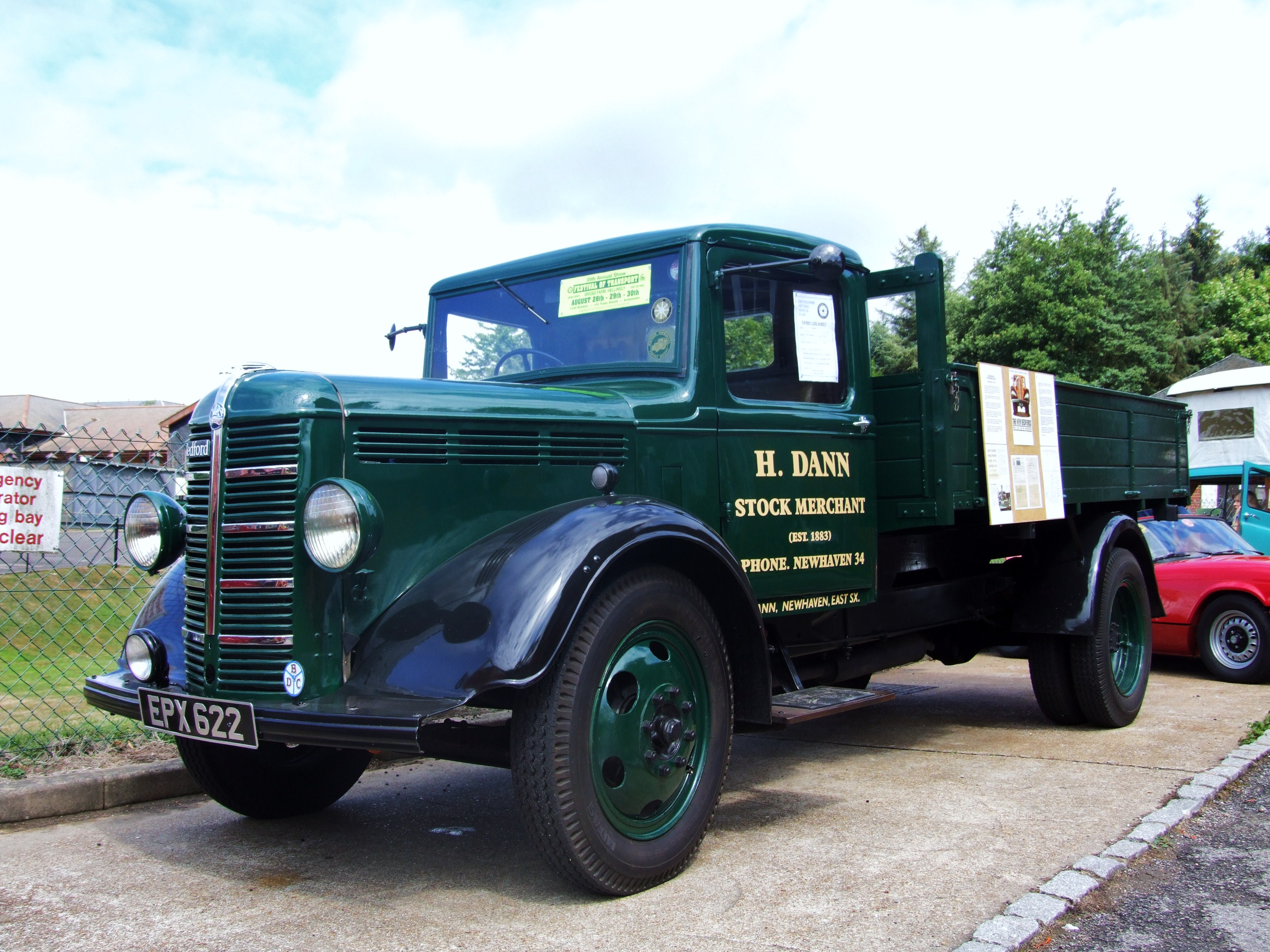
Bedford WL 1939
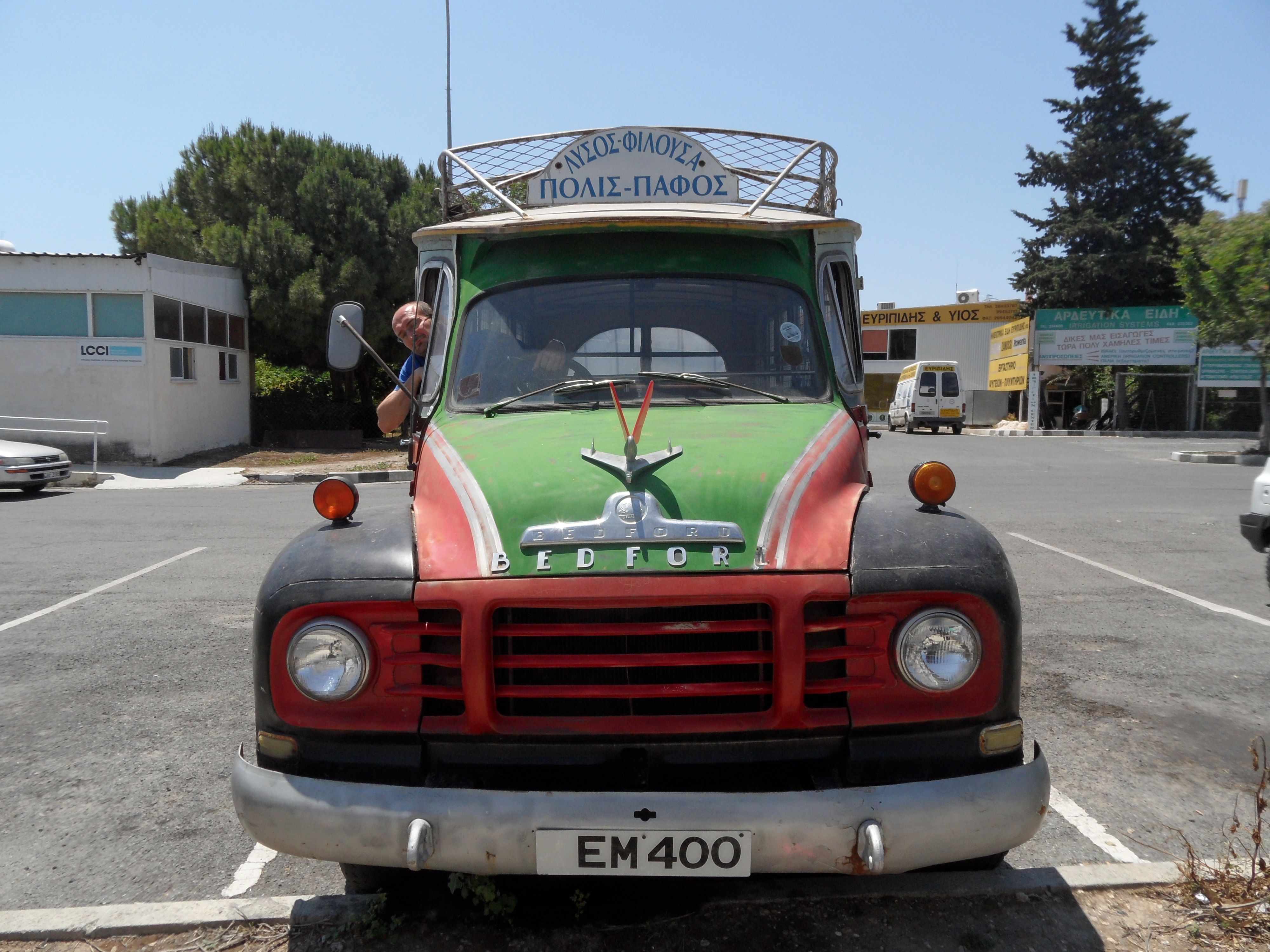
Ônibus Bedford de 1950 no Chipre c.2012
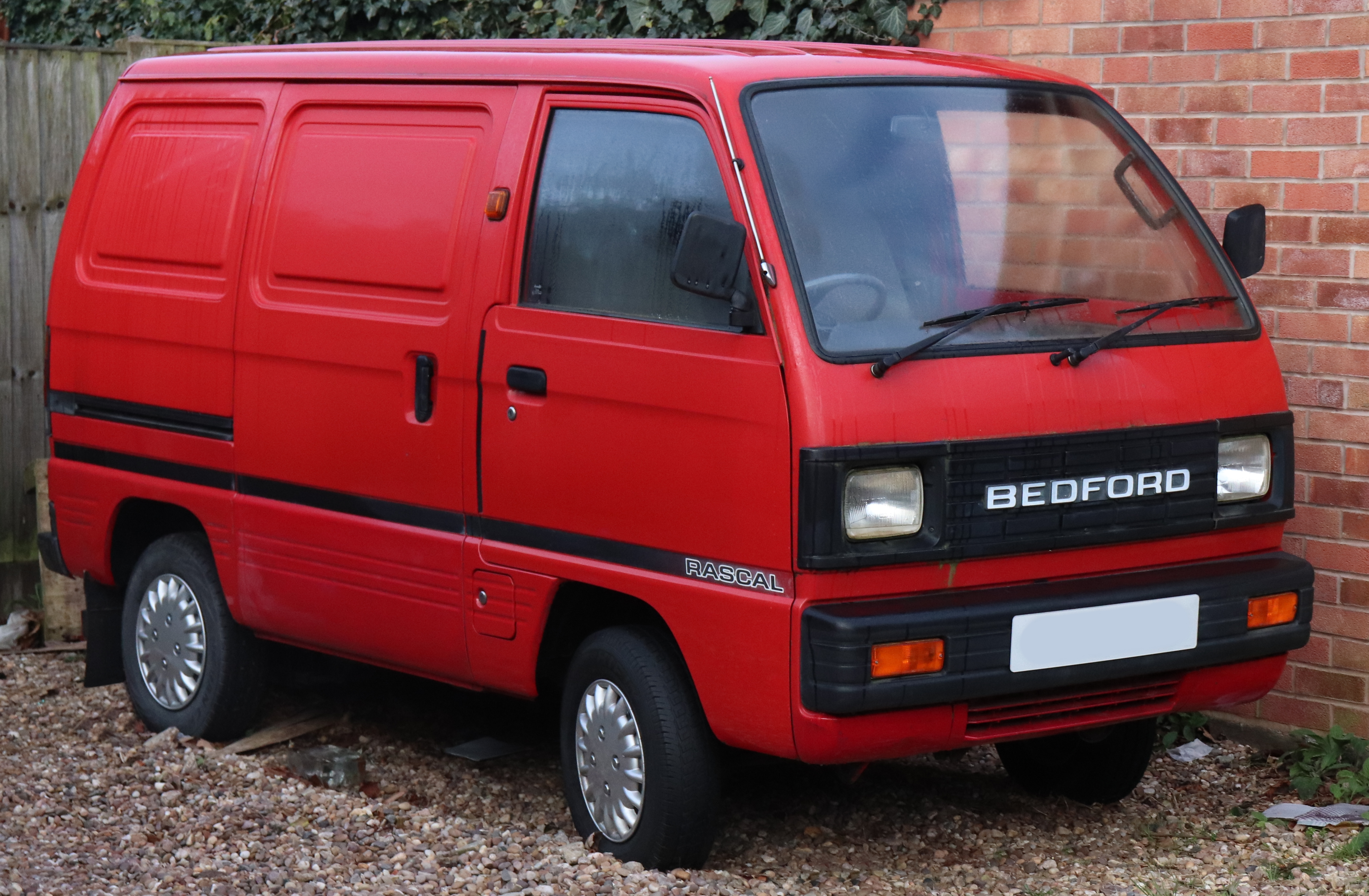
Bedford Rascal 1989
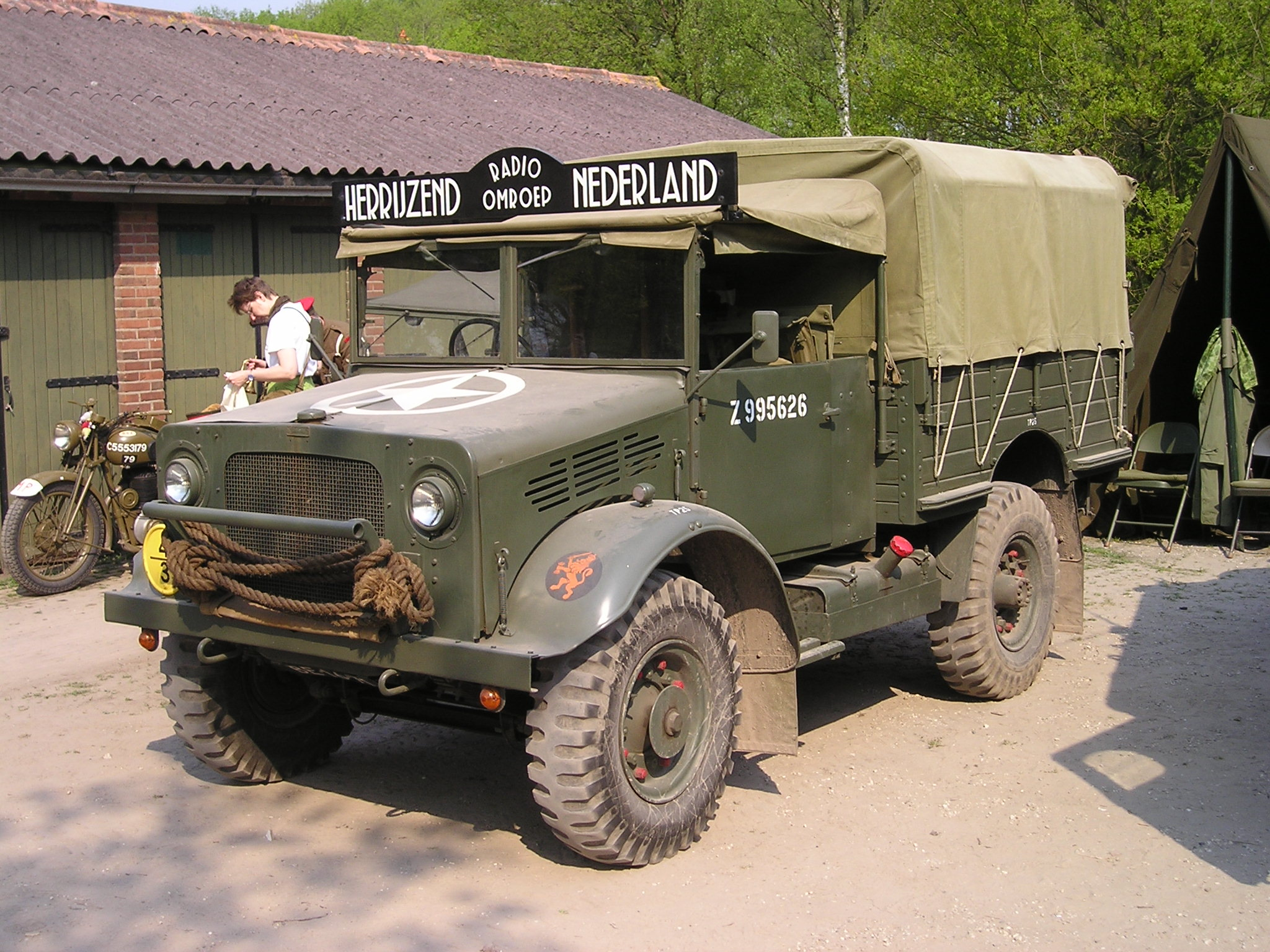
Bedford MW da Segunda Guerra Mundial
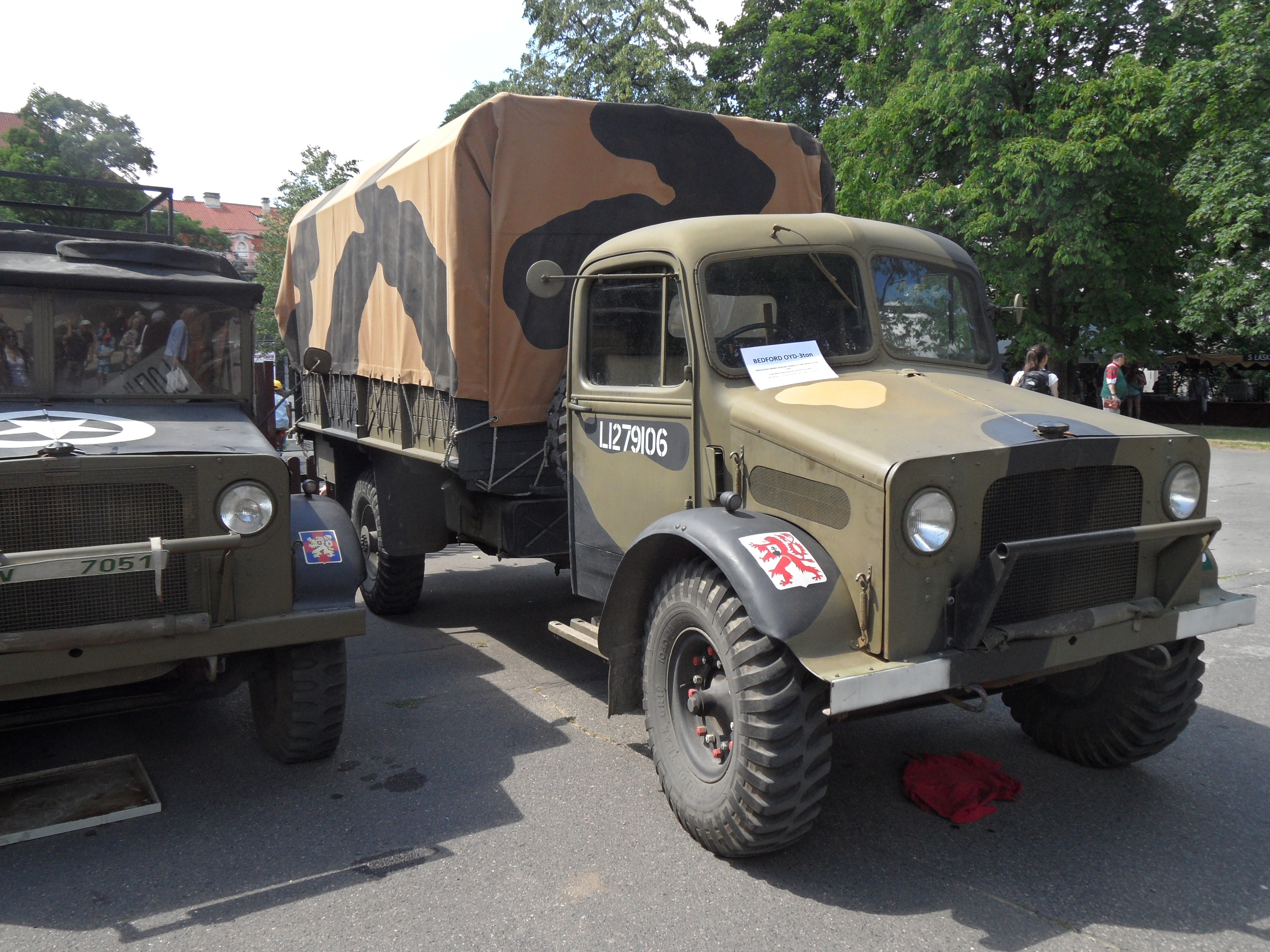
Bedford OY da Segunda Guerra Mundial
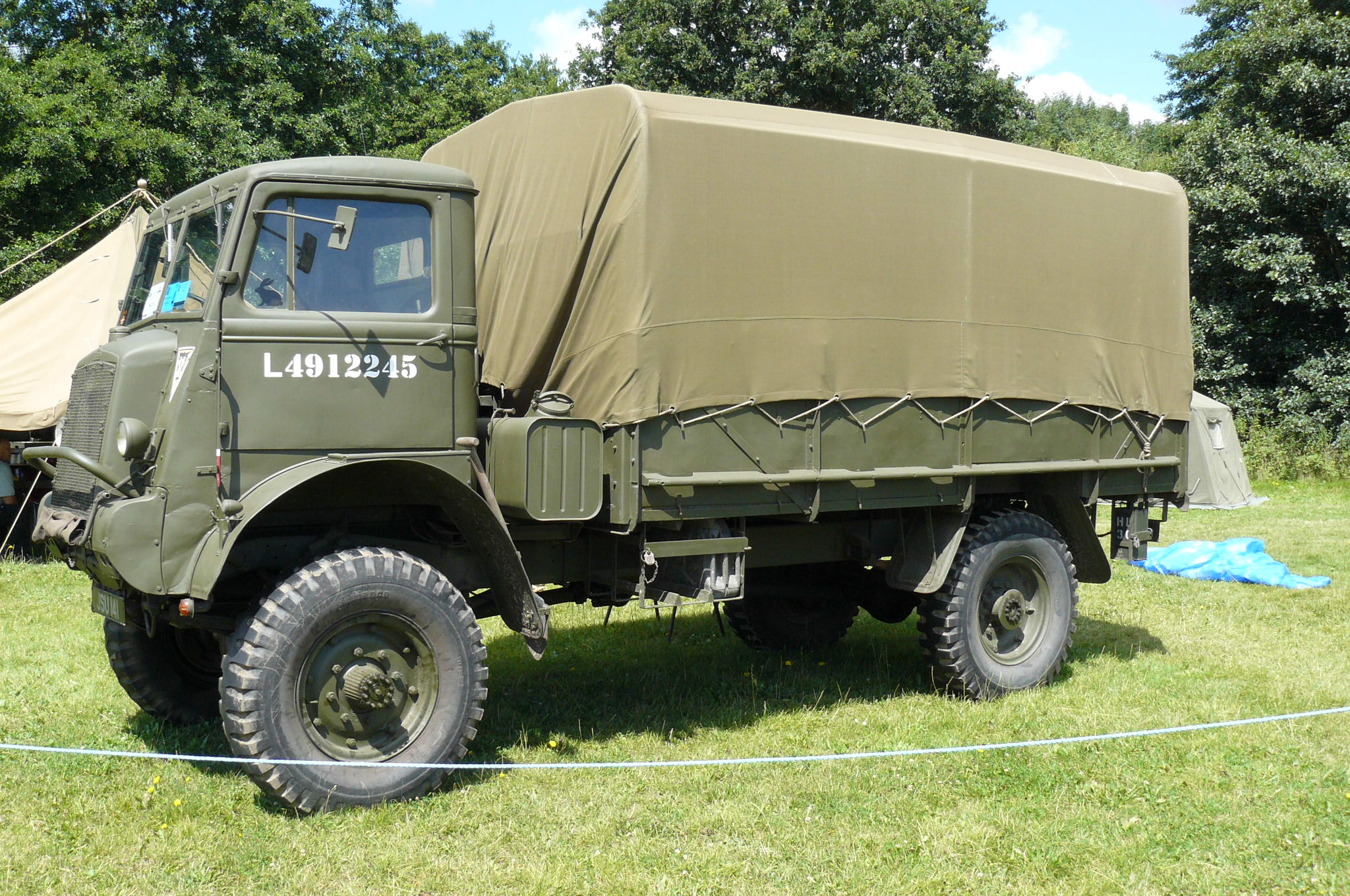
Bedford QLD da Segunda Guerra Mundial